# Джуліо Корсіні
Джуліо Корсіні (італ. Giulio Corsini, 28 вересня 1933, Бергамо — 31 грудня 2009, Бергамо) — італійський футболіст, що грав на позиції захисника. Виступав, зокрема, за «Аталанту» та «Рому». По завершенні ігрової кар'єри — тренер, він згодом тренував серед інших «Аталанту» та «Лаціо».
Володар Кубка Італії. Володар Кубка ярмарків.

## Ігрова кар'єра
Народився 28 вересня 1933 року в місті Бергамо. Вихованець футбольної школи місцевого клубу «Аталанта». Дорослу футбольну кар'єру розпочав 1953 року в основній команді того ж клубу, в якій провів чотири сезони, взявши участь у 130 матчах чемпіонату у вищому дивізіоні.
Своєю грою за цю команду привернув увагу представників тренерського штабу клубу «Рома», до складу якого приєднався 1957 року. Відіграв за «вовків» наступні сім сезонів своєї ігрової кар'єри. Більшість часу, проведеного у складі «Роми», був основним гравцем захисту команди. За цей час виборов титул володаря Кубка Італії у 1964 році, а також став володарем Кубка ярмарків у 1961 році.
Завершив ігрову кар'єру у команді «Мантова», за яку виступав протягом 1964—1968 років чотири сезони, три з яких були в Серії А.

## Кар'єра тренера
По завершенні кар'єри гравця 1968 року, залишився у структурі «Мантови», увійшовши до тренерського штабу клубу.
1970 року став головним тренером рідної команди «Аталанта» і тренував бергамський клуб три роки. У першому ж сезоні 1970/71 він вивів команду до Серії А, вигравши плей-оф. Наступного року він врятував команду від вильоту, зберігши її в еліті, чого йому не вдалося в 1972/73 роках, коли «Аталанта» посіла 14 місце і вилетіла до Серії В. Залишившись на наступний сезон із завданням швидкого повернення у Серію, він був звільнений лише через 6 турів на користь Еріберто Еррери, коли команда здобула лише 2 перемоги.
Згодом протягом сезону 1974/75 років очолював тренерський штаб клубу «Сампдорія», посівши 12 місце у Серії А. Після цього 1975 року прийняв пропозицію попрацювати у столичному клубі «Лаціо». Але вже після 7 турів чемпіонату, за які «орли» здобули лише 5 очок і опустились на передостаннє місце, а також вибули в 1/8 фіналу Кубка УЄФА від «Барселони», президент Умберто Ленціні звільнив Корсіні, повернувши на посаду Томмазо Маестреллі.
Влітку 1976 року очолив «Чезену». Втім під керівництвом нового тренера клуб програв усі три стартові матчі Серії А, а також вилетів у першому ж раунді з Кубка Італії та Кубка УЄФА, тому Корсіні дуже швидко звільнили.
Потім Джуліо повернувся в «Аталанту», де мав можливість тренувати молодіжні команди, а 1978 року був запрошений керівництвом клубу «Барі» очолити його команду, з якою пропрацював до 1979 року, де, прийшовши на посаду по ходу сезону 1978/79, був у свою чергу звільнений ще до кінця цього чемпіонату. 
На початку 1981 року знову очолив «Аталанту», головним тренером якої Джуліо Корсіні був до кінця сезону, за результатами якого клуб посів передостаннє місце у Серії В і вилетів до третього дивізіону. Після цього Корсіні покинув клуб і завершив тренерську кар'єру.
Помер 31 грудня 2009 року на 77-му році життя у місті Бергамо після тривалої хвороби.

## Титули і досягнення

### Командні
- Володар Кубка Італії (1):

«Рома»: 1963/64
- Володар Кубка ярмарків (1):

«Рома»: 1960/61

### Особисті
- Тренер сезону в Серії В (італ. Seminatore d'oro): 1970/71